# Sune Karlsson
Sune Karlsson (ur. 7 października 1923 w Sztokholmie, zm. 21 czerwca 2006 w Värmdövägen) – szwedzki żużlowiec.
Trzykrotny medalista indywidualnych mistrzostw Szwecji: dwukrotnie srebrny (Sztokholm 1949, Sztokholm 1952) oraz brązowy (Sztokholm 1951). Złoty medalista drużynowych mistrzostw Szwecji (1952).
Reprezentant Szwecji na arenie międzynarodowej. Wielokrotny uczestnik eliminacji indywidualnych mistrzostw świata (najlepszy wynik: 1954 – XXVIII miejsce w końcowej klasyfikacji rundy mistrzowskiej – wówczas ostatniej eliminacji przed finałem światowym).
W lidze szwedzkiej reprezentant klubu Getingarna Sztokholm (1949–1959), natomiast w brytyjskiej – New Cross Rangers (1952).
W 1952 r. wystąpił w filmie Farlig kurva.